# Liste der Nummer-eins-Hits in Italien (2006)
Diese Liste der Nummer-eins-Hits basiert auf den offiziellen Chartlisten der Federazione Industria Musicale Italiana (FIMI), der italienischen Landesgruppe der IFPI, im Jahr 2006. Berücksichtigt werden die Album- und Singlecharts.
Zusätzlich sind die Single-Downloadcharts aufgeführt, die in diesem Jahr erstmals ermittelt wurden und ab 2008 an die Stelle der offiziellen Singlecharts traten.

## Singles
| ← 2005 ← | Liste der Nummer-eins-Hits in Italien | Liste der Nummer-eins-Hits in Italien | Liste der Nummer-eins-Hits in Italien                                                                                            | 2007 → |
| \| Zeitraum \| Wo. ges. \| Interpret \| Titel Autor(en) \| Zusätzliche Informationen \| \| (Zeitraum, Wochen auf Platz eins, Interpret, Titel, Autor[en], zusätzliche Informationen) \| \| \| \| \| \| ----------------------------------------------------------------------------------------- \| -------- \| ------------------------------- \| -------------------------------------------------------------------------------------------------------------------------------- \| ------------------------------------------------------------------------------------------------------------------------------------------------------------------------------------------------------------------------------------------------------------------------------------------------------------------------------------------------------------------------------------- \| \| 4. November 2005 – 9. Februar 2006 14 Wochen \| 14 \| Madonna \| Hung Up Madonna, Stuart Price, Benny Andersson, Björn Ulvaeus \| Die erste Single aus dem zehnten Studioalbum der italienischstämmigen Sängerin brachte Madonna einen weiteren Nummer-eins-Hit. \| \| 10. Februar 2006 – 16. Februar 2006 1 Woche \| 1 \| Elisa feat. Tina Turner \| Teach Me Again Elisa, Ali Soleimani Noori \| Das Lied war auf dem Soundtrack des Episodenfilms All the Invisible Children enthalten, der 2005 außer Konkurrenz bei den Internationalen Filmfestspielen von Venedig gezeigt wurde. Film und Lied behandeln das weltweite Problem der Kinderarbeit, und die Einnahmen der Single gingen an UNICEF-Projekte. Für Elisa ist es der dritte Nummer-eins-Hit in den italienischen Charts. \| \| 17. Februar 2006 – 9. März 2006 3 Wochen \| 3 \| Madonna \| Sorry Madonna, Stuart Price \| Auch mit der zweiten Single aus ihrem zehnten Studioalbum gelang der Künstlerin der Sprung an die Spitze. \| \| 10. März 2006 – 16. März 2006 1 Woche \| 1 \| Eros Ramazzotti feat. Anastacia \| I Belong to You (Il ritmo della passione) Anastacia, Kara DioGuardi, Eros Ramazzotti, Claudio Guidetti \| Dem italienischen Musiker brachte das Duett mit Anastacia einen europaweiten Erfolg ein; in Italien war es sein siebter Nummer-eins-Hit. Für die US-amerikanische Sängerin war es die dritte Nummer eins. \| \| 17. März 2006 – 11. Mai 2006 8 Wochen \| 8 \| Zero Assoluto \| Svegliarsi la mattina Matteo Maffucci, Thomas De Gasperi, Danilo Pao, Enrico Sognato \| Nach der Teilnahme am Sanremo-Festival 2006 erreichte das Popduo erstmals die Spitze der italienischen Singlecharts. Svegliarsi la mattina erwies sich als meistverkaufte Single des Jahres in Italien. \| \| 12. Mai 2006 – 25. Mai 2006 2 Wochen \| 2 \| Shakira feat. Wyclef Jean \| Hips Don’t Lie Shakira, Wyclef Jean, Jerry Duplessis, Omar Alfanno, LaTavia Parker, Vinay Rao \| Der zweite Nummer-eins-Hit für die kolumbianische Sängerin in Italien war dort auch die zweiterfolgreichste Single des Jahres. \| \| 26. Mai 2006 – 29. Juni 2006 5 Wochen \| 5 \| Tiziano Ferro \| Stop! Dimentica Tiziano Ferro \| Dem Musiker aus Latina gelang mit diesem Lied erneut ein europäischer Erfolg, in Italien wurde es sein dritter Nummer-eins-Hit. \| \| 30. Juni 2006 – 6. Juli 2006 1 Woche \| 1 \| George Michael \| An Easier Affair George Michael, Ruadhri Cushnan, Kevin Ambrose, Niall Flynn \| Der britische Musiker erreichte mit diesem Lied zum sechsten Mal in seiner Solokarriere (inklusive der Erfolge mit Wham! zum achten Mal) die Spitze der italienischen Singlecharts. \| \| 7. Juli 2006 – 13. Juli 2006 1 Woche (insgesamt 8) \| 8 \| Zero Assoluto \| Sei parte di me Matteo Maffucci, Thomas De Gasperi, Danilo Pao, Enrico Sognato \| Bereits zum zweiten Mal in diesem Jahr konnte das italienische Popduo einen Nummer-eins-Hit landen, diesmal nach der Teilnahme am Festivalbar-Wettbewerb, in dem sie den Preis für Entdeckung des Jahres gewannen. \| \| 14. Juli 2006 – 17. August 2006 5 Wochen \| 5 \| Checco Zalone \| Siamo una squadra fortissimi Checco Zalone \| Das Lied des italienischen Komikers bildete die Titelmelodie der Sendung zur Fußball-Weltmeisterschaft 2006 auf Radio DeeJay. Nach dem Sieg der italienischen Nationalmannschaft erreichte auch das Lied die Spitze. \| \| 18. August 2006 – 31. August 2006 2 Wochen (insgesamt 8) \| 8 \| Zero Assoluto \| Sei parte di me Matteo Maffucci, Thomas De Gasperi, Danilo Pao, Enrico Sognato \| – \| \| 1. September 2006 – 7. September 2006 1 Woche \| 1 \| Robbie Williams \| Rudebox Robbie Williams, Danny Spencer, Kelvin Andrews, Bill Laswell, Bootsy Collins, Carl Aiken, Robbie Shakespeare, Sly Dunbar \| Für den britischen Musiker war Rudebox der vierte Nummer-eins-Hit in Italien. \| \| 8. September 2006 – 12. Oktober 2006 5 Wochen (insgesamt 8) \| 8 \| Zero Assoluto \| Sei parte di me Matteo Maffucci, Thomas De Gasperi, Danilo Pao, Enrico Sognato \| – \| \| 13. Oktober 2006 – 26. Oktober 2006 2 Wochen \| 2 \| Gigi D’Alessio \| Primo appuntamento Gigi D’Alessio \| Nachdem im Vorjahr die Vorgängersingle auf Platz zwei stehengeblieben war, gelang dem neapolitanischen Sänger mit Primo appuntamento der erste Nummer-eins-Hit. \| \| 27. Oktober 2006 – 1. November 2006 1 Woche \| 1 \| Depeche Mode \| Martyr Martin Gore \| Für die britische Band war es der sechste Nummer-eins-Erfolg in Italien. \| \| 2. November 2006 – 9. November 2006 1 Woche \| 1 \| Madonna \| Jump Madonna, Stuart Price, Joe Henry \| Zum dritten Mal in diesem Jahr erreichte die italienischstämmige Künstlerin die Spitze der Singlecharts. \| \| 10. November 2006 – 14. Dezember 2006 5 Wochen (insgesamt 6) \| 6 \| U2 feat. Green Day \| The Saints Are Coming Richard Jobson, Stuart Adamson \| Die Charitysingle stellte ein Cover eines Songs von The Skids dar (kombiniert mit Teilen von The House of the Rising Sun) und sammelte Geld für die Opfer des Hurrikans Katrina. \| \| 15. Dezember 2006 – 28. Dezember 2006 2 Wochen (insgesamt 3) \| 3 \| Laura Pausini \| Io canto Marco Luberti, Riccardo Cocciante \| Mit einem Cocciante-Cover gelang der italienischen Sängerin ein weiterer Nummer-eins-Hit. \| \| 29. Dezember 2006 – 4. Januar 2007 1 Woche (insgesamt 6) \| 6 \| U2 feat. Green Day \| The Saints Are Coming Richard Jobson, Stuart Adamson \| – \| |                                       |                                       | | |
| ← 2005 |                                       |                                       | | → 2007 → |
| Zeitraum | Wo. ges.                              | Interpret                             | Titel Autor(en) | Zusätzliche Informationen |
| (Zeitraum, Wochen auf Platz eins, Interpret, Titel, Autor[en], zusätzliche Informationen) |                                       |                                       | | |
| 4. November 2005 – 9. Februar 2006 14 Wochen | 14                                    | Madonna                               | Hung Up Madonna, Stuart Price, Benny Andersson, Björn Ulvaeus                                                                    | Die erste Single aus dem zehnten Studioalbum der italienischstämmigen Sängerin brachte Madonna einen weiteren Nummer-eins-Hit. |
| 10. Februar 2006 – 16. Februar 2006 1 Woche | 1                                     | Elisa feat. Tina Turner               | Teach Me Again Elisa, Ali Soleimani Noori                                                                                        | Das Lied war auf dem Soundtrack des Episodenfilms All the Invisible Children enthalten, der 2005 außer Konkurrenz bei den Internationalen Filmfestspielen von Venedig gezeigt wurde. Film und Lied behandeln das weltweite Problem der Kinderarbeit, und die Einnahmen der Single gingen an UNICEF-Projekte. Für Elisa ist es der dritte Nummer-eins-Hit in den italienischen Charts. |
| 17. Februar 2006 – 9. März 2006 3 Wochen | 3                                     | Madonna                               | Sorry Madonna, Stuart Price | Auch mit der zweiten Single aus ihrem zehnten Studioalbum gelang der Künstlerin der Sprung an die Spitze. |
| 10. März 2006 – 16. März 2006 1 Woche | 1                                     | Eros Ramazzotti feat. Anastacia       | I Belong to You (Il ritmo della passione) Anastacia, Kara DioGuardi, Eros Ramazzotti, Claudio Guidetti                           | Dem italienischen Musiker brachte das Duett mit Anastacia einen europaweiten Erfolg ein; in Italien war es sein siebter Nummer-eins-Hit. Für die US-amerikanische Sängerin war es die dritte Nummer eins. |
| 17. März 2006 – 11. Mai 2006 8 Wochen | 8                                     | Zero Assoluto                         | Svegliarsi la mattina Matteo Maffucci, Thomas De Gasperi, Danilo Pao, Enrico Sognato                                             | Nach der Teilnahme am Sanremo-Festival 2006 erreichte das Popduo erstmals die Spitze der italienischen Singlecharts. Svegliarsi la mattina erwies sich als meistverkaufte Single des Jahres in Italien. |
| 12. Mai 2006 – 25. Mai 2006 2 Wochen | 2                                     | Shakira feat. Wyclef Jean             | Hips Don’t Lie Shakira, Wyclef Jean, Jerry Duplessis, Omar Alfanno, LaTavia Parker, Vinay Rao                                    | Der zweite Nummer-eins-Hit für die kolumbianische Sängerin in Italien war dort auch die zweiterfolgreichste Single des Jahres. |
| 26. Mai 2006 – 29. Juni 2006 5 Wochen | 5                                     | Tiziano Ferro                         | Stop! Dimentica Tiziano Ferro | Dem Musiker aus Latina gelang mit diesem Lied erneut ein europäischer Erfolg, in Italien wurde es sein dritter Nummer-eins-Hit. |
| 30. Juni 2006 – 6. Juli 2006 1 Woche | 1                                     | George Michael                        | An Easier Affair George Michael, Ruadhri Cushnan, Kevin Ambrose, Niall Flynn                                                     | Der britische Musiker erreichte mit diesem Lied zum sechsten Mal in seiner Solokarriere (inklusive der Erfolge mit Wham! zum achten Mal) die Spitze der italienischen Singlecharts. |
| 7. Juli 2006 – 13. Juli 2006 1 Woche (insgesamt 8) | 8                                     | Zero Assoluto                         | Sei parte di me Matteo Maffucci, Thomas De Gasperi, Danilo Pao, Enrico Sognato                                                   | Bereits zum zweiten Mal in diesem Jahr konnte das italienische Popduo einen Nummer-eins-Hit landen, diesmal nach der Teilnahme am Festivalbar-Wettbewerb, in dem sie den Preis für Entdeckung des Jahres gewannen. |
| 14. Juli 2006 – 17. August 2006 5 Wochen | 5                                     | Checco Zalone                         | Siamo una squadra fortissimi Checco Zalone                                                                                       | Das Lied des italienischen Komikers bildete die Titelmelodie der Sendung zur Fußball-Weltmeisterschaft 2006 auf Radio DeeJay. Nach dem Sieg der italienischen Nationalmannschaft erreichte auch das Lied die Spitze. |
| 18. August 2006 – 31. August 2006 2 Wochen (insgesamt 8) | 8                                     | Zero Assoluto                         | Sei parte di me Matteo Maffucci, Thomas De Gasperi, Danilo Pao, Enrico Sognato                                                   | – |
| 1. September 2006 – 7. September 2006 1 Woche | 1                                     | Robbie Williams                       | Rudebox Robbie Williams, Danny Spencer, Kelvin Andrews, Bill Laswell, Bootsy Collins, Carl Aiken, Robbie Shakespeare, Sly Dunbar | Für den britischen Musiker war Rudebox der vierte Nummer-eins-Hit in Italien. |
| 8. September 2006 – 12. Oktober 2006 5 Wochen (insgesamt 8) | 8                                     | Zero Assoluto                         | Sei parte di me Matteo Maffucci, Thomas De Gasperi, Danilo Pao, Enrico Sognato                                                   | – |
| 13. Oktober 2006 – 26. Oktober 2006 2 Wochen | 2                                     | Gigi D’Alessio                        | Primo appuntamento Gigi D’Alessio                                                                                                | Nachdem im Vorjahr die Vorgängersingle auf Platz zwei stehengeblieben war, gelang dem neapolitanischen Sänger mit Primo appuntamento der erste Nummer-eins-Hit. |
| 27. Oktober 2006 – 1. November 2006 1 Woche | 1                                     | Depeche Mode                          | Martyr Martin Gore | Für die britische Band war es der sechste Nummer-eins-Erfolg in Italien. |
| 2. November 2006 – 9. November 2006 1 Woche | 1                                     | Madonna                               | Jump Madonna, Stuart Price, Joe Henry                                                                                            | Zum dritten Mal in diesem Jahr erreichte die italienischstämmige Künstlerin die Spitze der Singlecharts. |
| 10. November 2006 – 14. Dezember 2006 5 Wochen (insgesamt 6) | 6                                     | U2 feat. Green Day                    | The Saints Are Coming Richard Jobson, Stuart Adamson                                                                             | Die Charitysingle stellte ein Cover eines Songs von The Skids dar (kombiniert mit Teilen von The House of the Rising Sun) und sammelte Geld für die Opfer des Hurrikans Katrina. |
| 15. Dezember 2006 – 28. Dezember 2006 2 Wochen (insgesamt 3) | 3                                     | Laura Pausini                         | Io canto Marco Luberti, Riccardo Cocciante                                                                                       | Mit einem Cocciante-Cover gelang der italienischen Sängerin ein weiterer Nummer-eins-Hit. |
| 29. Dezember 2006 – 4. Januar 2007 1 Woche (insgesamt 6) | 6                                     | U2 feat. Green Day                    | The Saints Are Coming Richard Jobson, Stuart Adamson                                                                             | – |

| ← 2005 ← | Liste der Nummer-eins-Hits in Italien (Download) | Liste der Nummer-eins-Hits in Italien (Download) | Liste der Nummer-eins-Hits in Italien (Download)                                              | 2007 → |
| \| Zeitraum \| Wo. ges. \| Interpret \| Titel Autor(en) \| Zusätzliche Informationen \| \| (Zeitraum, Wochen auf Platz eins, Interpret, Titel, Autor[en], zusätzliche Informationen) \| \| \| \| \| \| ----------------------------------------------------------------------------------------- \| -------- \| ------------------------- \| --------------------------------------------------------------------------------------------- \| ------------------------------------------------------------------------------------------------------------------------------------------------------------------------------------------------------------------------------------------------------------------- \| \| 14. April 2006 – 20. April 2006 1 Woche \| 1 \| Gianna Nannini \| Sei nell’anima Gianna Nannini, Gino Pacifico \| Während das Lied in den Singlecharts auf dem zweiten Platz stehenblieb, konnte es in der allerersten Ausgabe der Downloadcharts die Spitze erreichen. \| \| 21. April 2006 – 4. Mai 2006 2 Wochen \| 2 \| Zero Assoluto \| Svegliarsi la mattina Matteo Maffucci, Thomas De Gasperi, Danilo Pao, Enrico Sognato \| – \| \| 5. Mai 2006 – 29. Juni 2006 8 Wochen \| 8 \| Shakira feat. Wyclef Jean \| Hips Don’t Lie Shakira, Wyclef Jean, Jerry Duplessis, Omar Alfanno, LaTavia Parker, Vinay Rao \| – \| \| 30. Juni 2006 – 27. Juli 2006 4 Wochen (insgesamt 5) \| 5 \| Gnarls Barkley \| Crazy Brian Burton, Thomas Callaway, Gianfranco Reverberi, Gian Piero Reverberi \| Die Debütsingle des US-amerikanischen Musikprojekts basierte auf einem Filmsong der Reverberi-Brüder aus dem Italowestern Django und die Bande der Gehenkten und war ein weltweiter Erfolg. In den italienischen Singlecharts reichte es jedoch nur für Platz zwei. \| \| 28. Juli 2006 – 3. August 2006 1 Woche \| 1 \| White Stripes \| Seven Nation Army Jack White \| – \| \| 4. August 2006 – 10. August 2006 1 Woche (insgesamt 5) \| 5 \| Gnarls Barkley \| Crazy Brian Burton, Thomas Callaway, Gianfranco Reverberi, Gian Piero Reverberi \| – \| \| 11. August 2006 – 14. September 2006 5 Wochen \| 5 \| Julieta Venegas \| Me voy Julieta Venegas \| – \| \| 15. September 2006 – 9. November 2006 8 Wochen \| 8 \| Scissor Sisters \| I Don’t Feel Like Dancin’ Elton John, Scott Hoffman, Jason Sellards \| – \| \| 10. November 2006 – 16. November 2006 1 Woche \| 1 \| U2 feat. Green Day \| The Saints Are Coming Richard Jobson, Stuart Adamson \| – \| \| 17. November 2006 – 4. Januar 2007 7 Wochen \| 7 \| Elisa feat. Ligabue \| Gli ostacoli del cuore Luciano Ligabue \| – \| |                                                  |                                                  |                                                                                               | |
| ← 2005 |                                                  |                                                  |                                                                                               | → 2007 → |
| Zeitraum | Wo. ges.                                         | Interpret                                        | Titel Autor(en)                                                                               | Zusätzliche Informationen |
| (Zeitraum, Wochen auf Platz eins, Interpret, Titel, Autor[en], zusätzliche Informationen) |                                                  |                                                  |                                                                                               | |
| 14. April 2006 – 20. April 2006 1 Woche | 1                                                | Gianna Nannini                                   | Sei nell’anima Gianna Nannini, Gino Pacifico                                                  | Während das Lied in den Singlecharts auf dem zweiten Platz stehenblieb, konnte es in der allerersten Ausgabe der Downloadcharts die Spitze erreichen. |
| 21. April 2006 – 4. Mai 2006 2 Wochen | 2                                                | Zero Assoluto                                    | Svegliarsi la mattina Matteo Maffucci, Thomas De Gasperi, Danilo Pao, Enrico Sognato          | – |
| 5. Mai 2006 – 29. Juni 2006 8 Wochen | 8                                                | Shakira feat. Wyclef Jean                        | Hips Don’t Lie Shakira, Wyclef Jean, Jerry Duplessis, Omar Alfanno, LaTavia Parker, Vinay Rao | – |
| 30. Juni 2006 – 27. Juli 2006 4 Wochen (insgesamt 5) | 5                                                | Gnarls Barkley                                   | Crazy Brian Burton, Thomas Callaway, Gianfranco Reverberi, Gian Piero Reverberi               | Die Debütsingle des US-amerikanischen Musikprojekts basierte auf einem Filmsong der Reverberi-Brüder aus dem Italowestern Django und die Bande der Gehenkten und war ein weltweiter Erfolg. In den italienischen Singlecharts reichte es jedoch nur für Platz zwei. |
| 28. Juli 2006 – 3. August 2006 1 Woche | 1                                                | White Stripes                                    | Seven Nation Army Jack White                                                                  | – |
| 4. August 2006 – 10. August 2006 1 Woche (insgesamt 5) | 5                                                | Gnarls Barkley                                   | Crazy Brian Burton, Thomas Callaway, Gianfranco Reverberi, Gian Piero Reverberi               | – |
| 11. August 2006 – 14. September 2006 5 Wochen | 5                                                | Julieta Venegas                                  | Me voy Julieta Venegas                                                                        | – |
| 15. September 2006 – 9. November 2006 8 Wochen | 8                                                | Scissor Sisters                                  | I Don’t Feel Like Dancin’ Elton John, Scott Hoffman, Jason Sellards                           | – |
| 10. November 2006 – 16. November 2006 1 Woche | 1                                                | U2 feat. Green Day                               | The Saints Are Coming Richard Jobson, Stuart Adamson                                          | – |
| 17. November 2006 – 4. Januar 2007 7 Wochen | 7                                                | Elisa feat. Ligabue                              | Gli ostacoli del cuore Luciano Ligabue                                                        | – |

## Alben
| ← 2005 ← | Liste der Nummer-eins-Alben in Italien | Liste der Nummer-eins-Alben in Italien | Liste der Nummer-eins-Alben in Italien | 2007 →                    |
| \| Zeitraum \| Wo. ges. \| Interpret \| Titel \| Zusätzliche Informationen \| \| (Zeitraum, Wochen auf Platz eins, Interpret, Titel, zusätzliche Informationen) \| \| \| \| \| \| ------------------------------------------------------------------------------ \| -------- \| --------------------- \| -------------------------------------- \| ------------------------- \| \| 30. Dezember 2005 – 12. Januar 2006 2 Wochen \| 2 \| Vasco Rossi \| Buoni o cattivi Live Anthology 04.05 \| – \| \| 13. Januar 2006 – 19. Januar 2006 1 Woche (insgesamt 2) \| 2 \| Fabrizio De André \| In direzione ostinata e contraria \| – \| \| 20. Januar 2006 – 26. Januar 2006 1 Woche \| 1 \| Vinicio Capossela \| Ovunque proteggi \| – \| \| 27. Januar 2006 – 2. Februar 2006 1 Woche (insgesamt 11) \| 11 \| Gianna Nannini \| Grazie \| – \| \| 3. Februar 2006 – 9. Februar 2006 1 Woche \| 1 \| Ivano Fossati \| L’arcangelo \| – \| \| 10. Februar 2006 – 16. Februar 2006 1 Woche (insgesamt 11) \| 11 \| Gianna Nannini \| Grazie \| – \| \| 17. Februar 2006 – 23. Februar 2006 1 Woche \| 1 \| Francesco De Gregori \| Calypsos \| – \| \| 24. Februar 2006 – 2. März 2006 1 Woche (insgesamt 11) \| 11 \| Gianna Nannini \| Grazie \| – \| \| 3. März 2006 – 16. März 2006 2 Wochen \| 2 \| David Gilmour \| On an Island \| – \| \| 17. März 2006 – 23. März 2006 1 Woche \| 1 \| Ben Harper \| Both Sides of the Gun \| – \| \| 24. März 2006 – 20. April 2006 4 Wochen (insgesamt 11) \| 11 \| Gianna Nannini \| Grazie \| – \| \| 21. April 2006 – 27. April 2006 1 Woche \| 1 \| Bruce Springsteen \| We Shall Overcome: The Seeger Sessions \| – \| \| 28. April 2006 – 4. Mai 2006 1 Woche \| 1 \| Pearl Jam \| Pearl Jam \| – \| \| 5. Mai 2006 – 11. Mai 2006 1 Woche (insgesamt 3) \| 3 \| Red Hot Chili Peppers \| Stadium Arcadium \| – \| \| 12. Mai 2006 – 18. Mai 2006 1 Woche \| 1 \| Carmen Consoli \| Eva contro Eva \| – \| \| 19. Mai 2006 – 25. Mai 2006 1 Woche (insgesamt 3) \| 3 \| Red Hot Chili Peppers \| Stadium Arcadium \| – \| \| 26. Mai 2006 – 1. Juni 2006 1 Woche \| 1 \| Fabri Fibra \| Tradimento \| – \| \| 2. Juni 2006 – 8. Juni 2006 1 Woche (insgesamt 3) \| 3 \| Red Hot Chili Peppers \| Stadium Arcadium \| – \| \| 9. Juni 2006 – 15. Juni 2006 1 Woche (insgesamt 3) \| 3 \| Eros Ramazzotti \| Calma apparente \| – \| \| 16. Juni 2006 – 22. Juni 2006 1 Woche \| 1 \| Madonna \| I’m Going to Tell You a Secret \| – \| \| 23. Juni 2006 – 20. Juli 2006 4 Wochen \| 4 \| Tiziano Ferro \| Nessuno è solo \| – \| \| 21. Juli 2006 – 27. Juli 2006 1 Woche (insgesamt 4) \| 4 \| Ligabue \| Nome e cognome \| – \| \| 28. Juli 2006 – 24. August 2006 4 Wochen (insgesamt 11) \| 11 \| Gianna Nannini \| Grazie \| – \| \| 25. August 2006 – 31. August 2006 1 Woche \| 1 \| Iron Maiden \| A Matter of Life and Death \| – \| \| 1. September 2006 – 21. September 2010 3 Wochen \| 3 \| Freddie Mercury \| The Very Best of Freddie Mercury Solo \| – \| \| 22. September 2006 – 19. Oktober 2006 4 Wochen \| 4 \| Zucchero \| Fly \| – \| \| 20. Oktober 2006 – 26. Oktober 2006 1 Woche \| 1 \| Robbie Williams \| Rudebox \| – \| \| 27. Oktober 2006 – 2. November 2006 1 Woche \| 1 \| Gigi D’Alessio \| Made in Italy \| – \| \| 3. November 2006 – 9. November 2006 1 Woche \| 1 \| Claudio Baglioni \| Quelli degli altri tutti qui \| – \| \| 10. November 2006 – 21. Dezember 2006 6 Wochen (insgesamt 8) \| 8 \| Laura Pausini \| Io canto \| – \| \| 22. Dezember 2006 – 28. Dezember 2006 1 Woche (insgesamt 7) \| 7 \| Elisa \| Soundtrack ’96–’06 \| – \| |                                        |                                        |                                        |                           |
| ← 2005 |                                        |                                        |                                        | → 2007 →                  |
| Zeitraum | Wo. ges.                               | Interpret                              | Titel                                  | Zusätzliche Informationen |
| (Zeitraum, Wochen auf Platz eins, Interpret, Titel, zusätzliche Informationen) |                                        |                                        |                                        |                           |
| 30. Dezember 2005 – 12. Januar 2006 2 Wochen | 2                                      | Vasco Rossi                            | Buoni o cattivi Live Anthology 04.05   | –                         |
| 13. Januar 2006 – 19. Januar 2006 1 Woche (insgesamt 2) | 2                                      | Fabrizio De André                      | In direzione ostinata e contraria      | –                         |
| 20. Januar 2006 – 26. Januar 2006 1 Woche | 1                                      | Vinicio Capossela                      | Ovunque proteggi                       | –                         |
| 27. Januar 2006 – 2. Februar 2006 1 Woche (insgesamt 11) | 11                                     | Gianna Nannini                         | Grazie                                 | –                         |
| 3. Februar 2006 – 9. Februar 2006 1 Woche | 1                                      | Ivano Fossati                          | L’arcangelo                            | –                         |
| 10. Februar 2006 – 16. Februar 2006 1 Woche (insgesamt 11) | 11                                     | Gianna Nannini                         | Grazie                                 | –                         |
| 17. Februar 2006 – 23. Februar 2006 1 Woche | 1                                      | Francesco De Gregori                   | Calypsos                               | –                         |
| 24. Februar 2006 – 2. März 2006 1 Woche (insgesamt 11) | 11                                     | Gianna Nannini                         | Grazie                                 | –                         |
| 3. März 2006 – 16. März 2006 2 Wochen | 2                                      | David Gilmour                          | On an Island                           | –                         |
| 17. März 2006 – 23. März 2006 1 Woche | 1                                      | Ben Harper                             | Both Sides of the Gun                  | –                         |
| 24. März 2006 – 20. April 2006 4 Wochen (insgesamt 11) | 11                                     | Gianna Nannini                         | Grazie                                 | –                         |
| 21. April 2006 – 27. April 2006 1 Woche | 1                                      | Bruce Springsteen                      | We Shall Overcome: The Seeger Sessions | –                         |
| 28. April 2006 – 4. Mai 2006 1 Woche | 1                                      | Pearl Jam                              | Pearl Jam                              | –                         |
| 5. Mai 2006 – 11. Mai 2006 1 Woche (insgesamt 3) | 3                                      | Red Hot Chili Peppers                  | Stadium Arcadium                       | –                         |
| 12. Mai 2006 – 18. Mai 2006 1 Woche | 1                                      | Carmen Consoli                         | Eva contro Eva                         | –                         |
| 19. Mai 2006 – 25. Mai 2006 1 Woche (insgesamt 3) | 3                                      | Red Hot Chili Peppers                  | Stadium Arcadium                       | –                         |
| 26. Mai 2006 – 1. Juni 2006 1 Woche | 1                                      | Fabri Fibra                            | Tradimento                             | –                         |
| 2. Juni 2006 – 8. Juni 2006 1 Woche (insgesamt 3) | 3                                      | Red Hot Chili Peppers                  | Stadium Arcadium                       | –                         |
| 9. Juni 2006 – 15. Juni 2006 1 Woche (insgesamt 3) | 3                                      | Eros Ramazzotti                        | Calma apparente                        | –                         |
| 16. Juni 2006 – 22. Juni 2006 1 Woche | 1                                      | Madonna                                | I’m Going to Tell You a Secret         | –                         |
| 23. Juni 2006 – 20. Juli 2006 4 Wochen | 4                                      | Tiziano Ferro                          | Nessuno è solo                         | –                         |
| 21. Juli 2006 – 27. Juli 2006 1 Woche (insgesamt 4) | 4                                      | Ligabue                                | Nome e cognome                         | –                         |
| 28. Juli 2006 – 24. August 2006 4 Wochen (insgesamt 11) | 11                                     | Gianna Nannini                         | Grazie                                 | –                         |
| 25. August 2006 – 31. August 2006 1 Woche | 1                                      | Iron Maiden                            | A Matter of Life and Death             | –                         |
| 1. September 2006 – 21. September 2010 3 Wochen | 3                                      | Freddie Mercury                        | The Very Best of Freddie Mercury Solo  | –                         |
| 22. September 2006 – 19. Oktober 2006 4 Wochen | 4                                      | Zucchero                               | Fly                                    | –                         |
| 20. Oktober 2006 – 26. Oktober 2006 1 Woche | 1                                      | Robbie Williams                        | Rudebox                                | –                         |
| 27. Oktober 2006 – 2. November 2006 1 Woche | 1                                      | Gigi D’Alessio                         | Made in Italy                          | –                         |
| 3. November 2006 – 9. November 2006 1 Woche | 1                                      | Claudio Baglioni                       | Quelli degli altri tutti qui           | –                         |
| 10. November 2006 – 21. Dezember 2006 6 Wochen (insgesamt 8) | 8                                      | Laura Pausini                          | Io canto                               | –                         |
| 22. Dezember 2006 – 28. Dezember 2006 1 Woche (insgesamt 7) | 7                                      | Elisa                                  | Soundtrack ’96–’06                     | –                         |

## Jahreshitparaden
| ← 2005 ← | Liste der Jahres-Nummer-eins-Hits in Italien | Liste der Jahres-Nummer-eins-Hits in Italien | Liste der Jahres-Nummer-eins-Hits in Italien | 2007 →   |
| \| Singles \| Position# \| Alben \| \| -------------------------------------------------------------------------------------------------------------------------------------- \| --------- \| ------------------------------------ \| \| Svegliarsi la mattina Zero Assoluto Matteo Maffucci, Thomas De Gasperi, Danilo Pao, Enrico Sognato \| 1 \| Io canto Laura Pausini \| \| Hips Don’t Lie Shakira feat. Wyclef Jean Shakira, Wyclef Jean, Jerry Duplessis, Omar Alfanno, LaTavia Parker, Vinay Rao \| 2 \| Grazie Gianna Nannini \| \| Sei parte di me Zero Assoluto Thomas De Gasperi, Matteo Maffucci, Danilo Pao, Enrico Sognato \| 3 \| Soundtrack ’96-’06 Elisa \| \| Sorry Madonna Madonna, Stuart Price \| 4 \| Fly Zucchero \| \| Crazy Gnarls Barkley Brian Burton, Thomas Callaway, Gianfranco Reverberi, Gian Piero Reverberi \| 5 \| Renatissimo! Renato Zero \| \| Stop! Dimentica Tiziano Ferro \| 6 \| Calma apparente Eros Ramazzotti \| \| I Belong to You (Il ritmo della passione) Eros Ramazzotti feat. Anastacia Anastacia, Kara DioGuardi, Eros Ramazzotti, Claudio Guidetti \| 7 \| Nessuno è solo Tiziano Ferro \| \| Hung Up Madonna Madonna, Stuart Price, Benny Andersson, Björn Ulvaeus \| 8 \| Confessions on a Dance Floor Madonna \| \| Siamo una squadra fortissimi Checco Zalone \| 9 \| Nome e cognome Ligabue \| \| Cuore azzurro Pooh Roby Facchinetti, Dodi Battaglia, Red Canzian, Stefano D’Orazio, Valerio Negrini \| 10 \| 18 Singles U2 \| |                                              |                                              |                                              |          |
| ← 2005 |                                              |                                              |                                              | → 2007 → |
| Singles | Position#                                    | Alben                                        |                                              |          |
| Svegliarsi la mattina Zero Assoluto Matteo Maffucci, Thomas De Gasperi, Danilo Pao, Enrico Sognato | 1                                            | Io canto Laura Pausini                       |                                              |          |
| Hips Don’t Lie Shakira feat. Wyclef Jean Shakira, Wyclef Jean, Jerry Duplessis, Omar Alfanno, LaTavia Parker, Vinay Rao | 2                                            | Grazie Gianna Nannini                        |                                              |          |
| Sei parte di me Zero Assoluto Thomas De Gasperi, Matteo Maffucci, Danilo Pao, Enrico Sognato | 3                                            | Soundtrack ’96-’06 Elisa                     |                                              |          |
| Sorry Madonna Madonna, Stuart Price | 4                                            | Fly Zucchero                                 |                                              |          |
| Crazy Gnarls Barkley Brian Burton, Thomas Callaway, Gianfranco Reverberi, Gian Piero Reverberi | 5                                            | Renatissimo! Renato Zero                     |                                              |          |
| Stop! Dimentica Tiziano Ferro | 6                                            | Calma apparente Eros Ramazzotti              |                                              |          |
| I Belong to You (Il ritmo della passione) Eros Ramazzotti feat. Anastacia Anastacia, Kara DioGuardi, Eros Ramazzotti, Claudio Guidetti | 7                                            | Nessuno è solo Tiziano Ferro                 |                                              |          |
| Hung Up Madonna Madonna, Stuart Price, Benny Andersson, Björn Ulvaeus | 8                                            | Confessions on a Dance Floor Madonna         |                                              |          |
| Siamo una squadra fortissimi Checco Zalone | 9                                            | Nome e cognome Ligabue                       |                                              |          |
| Cuore azzurro Pooh Roby Facchinetti, Dodi Battaglia, Red Canzian, Stefano D’Orazio, Valerio Negrini | 10                                           | 18 Singles U2                                |                                              |          |